# 蒼神錄
《蒼神錄》（英語：Legend of Ancient）是手機遊戲史上第一個長篇RPG遊戲，由奧爾資訊多媒體股份有限公司製作，於2007年三月開放於台灣e7Play下載。濃厚的中國風，配上動聽的音樂，頗受業界及玩家重視。
雖然製作陣容不大，卻成功製作出最經典的手機RPG。雖然捨棄了戰鬥音效，但是換取了高效能的運作與龐大的劇情與為數眾多場景與特效，中間更有穿插很多惡搞的劇情，動畫方面更是令人歎為觀止。更於最後在2007年12月於奇為子之犧牲，暫時劃下句點。
2008年2月《蒼神錄外傳－崙吾紀》，是講述戰廷羿得到崙吾劍的經過，是蒼神錄系列唯一戰略角色扮演。只有三章，雖然劇情格局不大，但是引人入勝，還有很多特別設定；最後戰廷羿被崙吾劍控制魔化，延續至本傳開頭的悲劇。《蒼神錄2》則是交代成為媧伏有所成長的的歆兒和戰廷雲兩人，如何協助真龍天子姬發覺醒。

## 故事
《蒼神錄》的歷史背景和封神榜相似，也是紂王暴政，導致民不聊生，主角要反抗紂王並因應宿命對抗魔物的故事。

## 系統設定

### 蒼神錄
《蒼神錄》是角色扮演遊戲，首次手機長篇遊戲。畫面具有濃重的中國風格，構圖精美。
全動態回合戰鬥是蒼神錄的一大特點。這個系統在火凌之凰有所加強。遊戲中亦有其他輔助系統，類似於任務、打寶、隱藏寶物等令遊戲更富變化。
法術是傳統靠升級獲得，但也有劇情獲得的超強法術。
遊戲的音樂採用高等音質，用傳統中國音樂營造出了動人的氣勢磅礴場景。
遊戲中的迷宮設計屬於簡單的一種。
不過礙於手機遊戲的限制，所以要分章節來玩，一章又不能超過1Mb，所以每章迷宮場景都類似，而且要靠打寶來增加遊戲時數，這是一個不足。
在蒼神錄本傳，法術攻擊力並不會因為等級提高而提高，而是採用隨機的方式，也是一個不足，但這點在火凌之凰之後已有改善。

### 崙吾紀
故事從戰廷羿離開柏皇村修行，與魔劍崙吾劍相遇開始，為蒼神錄一代的前傳故事。全部共有三個章節，與蒼神錄系列相同，具備章回繼承功能。
遊戲型態改為戰略．角色扮演類型，玩家最多可擁有六名夥伴。
在大地圖上移動至特定地點後發生戰鬥的形式進行。大地圖以水墨風格呈現，相當特別。地圖以45度角的2.5D視點呈現，戰鬥時的面對方向與高度差距，都會影響到攻擊時的命中率、格檔率與殺傷率。
法術類則有火、冰、雷三種屬性，具有一定程度的相剋關係。
沒有商店與城鎮，改以在系統選單中直接與如意爐精交易。
搭載獨特的煉武系統，每個角色的武器可藉由不同等級的素材進行強化。各等級對應不同素材，可提升的數值比例也不同。低等素材提升數值較少，但可提升次數較多；高等素材提升數值較高，但次數較少。武器提升等級後，普通攻擊時顯現的武器外型與命中特效會跟著提升。最高可提升至七級。
另外在第二章開放獵捕系統。於系統選單中查閱獵捕名單後，至特定地點進行自由戰鬥時，就會出現獵捕名單中指定的特殊敵人。只要打倒特殊敵人即可獲得相對應的獎勵。打倒全部的獵捕目標後，最終會出現最強的獵捕目標，即隱藏頭目大嘴男。獵捕系統只有在第二章開放。

## 角色介紹

### 蒼神錄

#### 主角
戰廷雲
遊戲男主角，擅長武術，武器是戰戟，在隊伍中隸屬戰士型；伏的繼承者、歆兒的守護者；因其兄戰廷羿魔化所以接下守護者的重任；但小時候被魔物襲擊，跌落山崖，因而失去記憶。與師妹蘇芷嫣一同由師傅胤辰扶養長大。歷經火凌村與白民族之爭後，個性愈發成熟穩重。
歆　兒
遊戲女主角，擅長恢復與輔助法術，武器是笛；媧的繼承者，戰廷雲之青梅竹馬；個性天真無邪，有些小迷糊。心地善良的舉動，讓初次見到她的姬發，心中頗有好感，同時也讓白蓉大吃飛醋。
蘇芷嫣
遊戲女主角，擅長用火，武器是弓；火凌之公主、喜歡戰廷雲；最後留在火凌氏擔任族長。
奇為子
遊戲男配角，實力超強，擅長雷系法術；天上的仙人、人間是隻鶴；本來不喜歡戰廷雲，後來接受他，並為眾人犧牲生命。

#### 柏皇村
戰鐵霄
廷羿和廷雲的父親，前代的伏、柏皇村的村長。
戰千屻
廷羿和廷雲的祖先，軒轅殷的師父，過去為「極」的一員，過去的伏，為守護柏皇氏而死。
龍兒
和千屻同期的媧，其墳墓出現在媧伏陣內。
鳳翎
廷羿和廷雲的母親，前代的媧。
蒼祀
村子裡的占卜師，上上任的媧。

#### 山賊
馬　嶽
山賊二當家，為人富有正義感，多年以後成為天卦伏魔錄的主角。
閻　魁
山賊大當家，為人好大喜功，又卑劣，被誅仙教利用之後慘死。

#### 誅仙教
咒夜大師
玄罠手下，最後被歆兒與奇為子所滅。
玄　罠
誅仙教主，被歆兒與奇為子打倒後，變成大蜘蛛，最後在自己建立的特殊空間被奇為子真身秒殺。
陸　仁
為了救家人，混進誅仙教想偷藥，最後犧牲了，但是也救了家人。

#### 地昊族
哈努爾
地昊族第一勇士，為人單純、孔武有力。喜歡札蘭娜，最後被戰廷羿所滅。
札蘭娜
地昊族族長，非常漂亮，也喜歡哈努爾。
扎薊迦霸
地昊族祖先。負責看守地崆鼓。

#### 火凌族
蘇芷嫣
參見蒼神錄#主角
蘇　旭
火凌代理族長，芷嫣的大伯，好大喜功，侵略他族，最後力戰死亡，也算是梟雄。
蘇少星
蘇旭之子，好人。

#### 屍獄界
蒙伽
荒牟
- 沌顓

#### 西岐軍
姜子牙
超強的老人，封神演義的主角，一切的事情他都知道。
武　王
周武王，封神演義也有他。《蒼神錄2》中與主角一起行動，武器是劍，擅長雷系法術。身為西歧軍皇子，不僅身負推翻紂王的重任，同時也是媧伏輔佐的對象。個性不拘小節、外表看起來對任何事情都興趣缺缺，遇到事情卻能展現沉著冷靜的態度。內心對於伐紂大業仍有許多彷徨與矛盾，似乎是源自於過去一段鮮為人知的遭遇。與主角戰廷雲曾在《蒼神錄》一代的渭水邊有過一面之緣。

#### 其他
胤辰
戰廷雲和蘇芷嫣的師父。本名軒轅殷。因為誤殺了自己的師傅_戰千屻感到悔恨，決定世世代代守護著柏皇村和歷代媧伏。《蒼神錄‧序~極神傳》的主角。
沛駝大夫
醫術高明的大夫，劇情串場人物。
玉芙
九侯的女兒，心地善良，為了免除地昊被滅，向紂王求情，最後不從紂王而自殺。　
白蓉
總是自稱姬發未婚妻，是鄂侯之女，家人均被紂王所殺，連夜逃出鄂府後，寄住在姬家。外表散發著天真活潑的氣息，與姬發是從小一塊兒玩耍的青梅竹馬。喜歡黏著姬發，偶爾會有些刁蠻任性，但對姬發十分熱情。最後為了救姬發和媧伏被聞仲殺死。

#### 神獸
土嶁
曰顒
寅仙
夔
大嘴男

#### 桃花仙境
南元仙人
為了保住鶴泉城人民，而建立桃花仙境的「南元仙人」，雖然喜歡說笑、又有些好色，實際上卻是個內心十分柔軟、好心的老仙人，跟姜太公、奇為子是舊識。在南元仙人的庇護下，媧伏才得以逃過紂王軍的追擊。
甯婆
鶴泉城的人民，因為過去千年前和愛人共同栽種的鳳裡花枯死陷入哀傷。

#### 龍麟村
寧寧
在龍鱗村受奶媽秦姑照顧長大的白蓉，與奶媽的女兒寧寧情同親姐妹。個性頑皮好動的她，小小年紀卻有著過人的觀察力，看出白蓉與姬發之間曖昧不明的關係，便試圖要姬發表明對白蓉的態度。扮演著揭發龍鱗村古老傳說謎題的關鍵角色。
彩雲
過去在龍鱗村協助前代真龍天子與媧伏的女性，擁有預言的力量。

#### 紂王軍
聞仲
紂王軍中最老謀深算的軍師－「聞太師」，封神演義中的角色，是個高深莫測神秘人物。本身具備的才智足以跟姜太公抗衡，為了協助紂王奪得三皇璽，展開追捕媧伏的秘密行動。
閻劊
商朝的將領，雖然為朝廷將領，但性格卑劣，壓榨百姓的作風形同山大王。原本只是一介武將，但是在聞太師給予他非常人的力量之後變得更加嗜血。戰鬥時會變身為擁有超強破壞力的妖物。

### 崙吾紀

#### 主角
戰廷羿
為了獲得保護媧的實力去修煉。在修行途中遇上盜出崙吾劍的紀靈月，因而與紀靈月所屬的磐龍軍展開一連串與崙吾劍有關的冒險。最後在崑崙取得龍魂時中了妲己（即九尾狐）的圈套，被崙吾劍控制而魔化。
性格內斂穩重，不過在冒險歷程中不斷會聽到崙吾與他對話。對靈月初次有了戀愛的感情，也因此讓他對當初為保護媧而離鄉的信念動搖，最後為了靈月更不惜打破身為伏所要背負的使命與禁忌。
最終在崑崙取得龍魂時，因靈月的死而崩潰，讓妲己得以趁虛加以控制。
被控制後的戰廷羿，精神被臣服於妲己的樊昭所佔據，戰廷羿的靈魂則被封鎖在內心的最深處。
紀靈月
喜歡戰廷羿，擅長偷盜，速度快。為反紂王集團「磐龍軍」的成員，奉公孫志的命令潛入鎮崙廷寶物庫偷出了崙吾劍，在逃亡過程卻因崙吾劍的力量陷入危機，進而被戰廷羿所救。
個性沈默寡言，給人冷淡的感覺，但其實是因為成長過程的關係讓她不熟悉表達情感。在認識戰廷羿後，個性上也逐漸有了變化。
體內有被妲己為了控制崙吾劍與伏而埋下的「核」。在找到龍魂之時，也被樊昭一劍所殺，被取出體內的核，完成妲己控制伏的計畫。
醉湘子
甘草人物，擅長火和雷的法術，最後被姬鈴兒所救也會在火凌之凰出現。
「磐龍軍」的成員，原本對紀靈月有好感，因此有點敵視戰廷羿。在崑崙裡被魔劍所控制的戰廷羿殺成重傷，奄奄一息之際被姬鈴兒與姜太公從崑崙救出後來回到他師父淮心居士的故鄉，也是蘇芷嫣的故鄉火凌村裡修養，並且奉命鍛造某個法寶，於「火凌之凰」結尾時完成並交給戰廷雲，委託他轉交給西岐軍裡的人。
姬鈴兒
擅長回覆法術與冰系法術，於蘭的師姐。
「磐龍軍」的成員，與醉湘子同樣是成員中的法術高手。能使用冰系與回覆系法術。
外表成熟美艷，並且相當世故，對紀靈月與夏宛芹以大姊身份自居。平常與醉湘子經常鬥嘴，但是到後來也逐漸發展出淡淡的情愫。
在崑崙內被戰廷羿殺成重傷後，與夏宛芹一同被十巫的法術救出崑崙，保住一命。後來又在姜子牙的協助下，回到崑崙裡救出了醉湘子。現在在西岐訓練軍隊。
與於蘭曾是同門師姊妹，對於無法照顧好於蘭一事始終抱有遺憾。而在於蘭奉命殺害夏宛芹一家時，臨時救出了夏宛芹，爾後便帶著夏宛芹加入磐龍軍。
夏宛芹
擅長用弓，活潑好動，也有點喜歡戰廷羿。父親是名門諸侯，卻因為忤逆紂王而遭到滅門，下手的正是姬鈴兒的師妹於蘭。
被姬鈴兒救出後便一起加入了磐龍軍，並習得弓術。靈巧的身手讓她經常在隊伍中負責偵察與斥候工作。
在崑崙中是第一個被十巫法術救出的人。
公孫志
擅長用槍，很強，是組織的首領。
由於妻女都被紂王所殺，因此組成了反紂王的組織「磐龍軍」，欲推翻紂王暴政。
無意間得知崙吾劍的存在，以及與鎮崙廷的關連後，決心以崙吾劍的力量來改變朝代。
個性剛直堅毅，擁有堅強的信念。然而卻不知自己想要以崙吾劍改變世局的想法，都是妲己暗中安排多年的計畫之一環。

#### 鎮崙廷
戊　宣
鎮崙廷將領，被戰廷羿用崙吾劍秒殺。
姚　齡
鎮崙廷將領，控制肥遺，最後瘋了，反被肥遺吞了。
於　蘭
鎮崙廷將領，姚齡死後，控制肥遺，姬鈴兒師妹。
樊　昭
鎮崙廷將領，實力超強，最後還是死亡。

## 專有名詞
- 極：黃帝挑選出來的精英成員組成，每個人都具有媲美神祇的驚人力量。同時，每位「極」的成員都有黃帝親賜的盔甲，每件盔甲都具有各自的名字及力量。成員以戰千屻為首，另有軒轅殷、公孫徹、姬祁、巨燧等，共五人。
- 三皇璽_為上古時代，三皇(女媧、伏羲、神農)所共同煉製，具有神秘且無限的力量。相傳女媧補天即借用了三皇璽的力量以完成此艱巨的任務。女媧升天時為了避免有心人士將三皇璽用於野心，因而將三皇璽交予後代—柏皇氏族，世代守護三皇璽。 此外，當天地能量於朝代交替產生混亂時，三皇璽的力量得以扶正此亂象，而開啟三皇璽力量的鑰匙，則由柏皇氏族世代選出人為繼承者，此人選稱為「媧」，並選出負責保護鑰匙的人為守護者稱為「伏」，「伏」可借用三皇璽部份的力量，進而招喚神獸等為其戰鬥。
- 崙吾劍：一把不尋常的劍，是上古狂神的力量與意志的化身，唯由柏皇氏能駕馭。
- 火凌珠：火凌族的正統所佩帶的珠子。
- 地崆鼓：夔的皮所製成的鼓，聲音有提高我方士氣與打擊敵人士氣的功效。
- 女媧石碎片：具有結界功效，同時能開啟媧伏陣。
- 媧伏陣：乾之陣、兌之陣、離之陣、震之陣、巽之陣、坎之陣、艮之陣、坤之陣
- 屍獄界：位於媧伏陣狹縫中的空間。
- 梵冥魄：沌顓不死力量的根源。
- 松奎丹：能使死去的植物復活的靈丹妙藥，只有寅仙知悉其作法，但需要有修為人士的大量鮮血來製作，且只能用一人之血。

## 獲獎紀錄

### 2006年
- 【蒼神錄】捉魚網－玩家期待Kjava單機遊戲獎

### 2007年
台灣：
- 【蒼神錄】第十一屆遊戲之星選拔賽獲得"最佳手機遊戲"、"年度創新大獎"。
- 【蒼神錄2-2】第十二屆遊戲之星選拔賽獲得"最佳手機遊戲"。

中國大陸：
- 【蒼神錄】捉魚金魚獎－十大最受歡迎手機單機遊戲獎。
- 【蒼神錄】捉魚金魚獎－最佳RPG單機遊戲獎。
- 【蒼神錄】拉闊手機遊戲－最佳美術設計獎。
- 【蒼神錄】拉闊手機遊戲－最佳音樂效果獎。

### 2008年
- 【蒼神錄外傳-崙吾紀】最佳手機單機遊戲－金翊獎。

### 2009年
- 【蒼神錄二-龍鱗之怒】入選韓國mobile content 2009總決賽！